# Венделін (кратер)

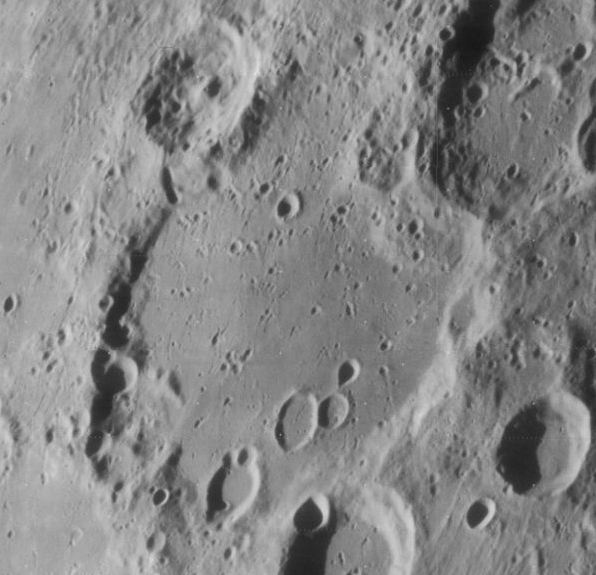
Венделін. Знімок апарата Lunar Orbiter 4 (1967)

Кратер Венделін (лат. Vendelinus) — кратер діаметром 140 км на видимому боці Місяця, на південно-східній межі Моря Достатку. Названий на честь фламандського астронома Годфруа Венделіна (1580–1667). Цю назву запропонував ще 1651 року італійський астроном Джованні Річчолі, а 1935 року вона була затверджена Міжнародним астрономічним союзом.

## Розташування
Координати центру кратера Венделін — 16°28′ пд. ш. 61°33′ сх. д. / 16.46° пд. ш. 61.55° сх. д. На заході він межує з Морем Достатку, на північному заході — з невеликим кратером Лозе, на півдні — з кратером Голден. Північно-східна частина Венделіна перекрита кратером Ламе.
Венделін входить до складу примітного ряду з чотирьох великих кратерів, що тягнеться з півночі на південь приблизно вздовж меридіану 61° сх. д. На місячному серпі віком 2,5 доби через ці кратери проходить термінатор. Це Лангрен, що знаходиться на 80 км північніше Венделіна, сам Венделін, дещо більший Петавій на 120 км південніше та Фурнерій іще південніше.

## Опис
Діаметр кратера Венделін — 140 км, глибина — 2,2 км. Це древній кратер: він утворився ще в донектарському періоді. Згодом його дно вкрила темна базальтова лава, зробивши поверхню досить рівною. Центральної гірки Венделін не має.
За час існування Венделіна на ньому накопичилося багато менших кратерів. Зокрема, там багато дрібних вторинних кратерів молодшого кратера Лангрен, що утворюють характерні ялинкоподібні візерунки. Північно-східний бік Венделіна був зруйнований при утворенні кратера Ламе.

## Сателітні кратери
Ці кратери, розташовані в околицях Венделіна та всередині нього, носять його ім'я з доданням великої латинської літери.
| Венделін | Координати                                                | Діаметр, км |
| -------- | --------------------------------------------------------- | ----------- |
| D        | 19°03′ пд. ш. 58°14′ сх. д. / 19.05° пд. ш. 58.24° сх. д. | 10          |
| E        | 18°05′ пд. ш. 61°01′ сх. д. / 18.08° пд. ш. 61.02° сх. д. | 20          |
| F        | 18°29′ пд. ш. 64°55′ сх. д. / 18.49° пд. ш. 64.92° сх. д. | 32          |
| H        | 15°18′ пд. ш. 61°30′ сх. д. / 15.30° пд. ш. 61.50° сх. д. | 8           |
| K        | 13°49′ пд. ш. 62°26′ сх. д. / 13.82° пд. ш. 62.44° сх. д. | 9           |
| L        | 17°34′ пд. ш. 61°47′ сх. д. / 17.56° пд. ш. 61.79° сх. д. | 17          |
| N        | 16°49′ пд. ш. 65°52′ сх. д. / 16.82° пд. ш. 65.87° сх. д. | 17          |
| P        | 17°34′ пд. ш. 66°20′ сх. д. / 17.56° пд. ш. 66.33° сх. д. | 16          |
| S        | 15°24′ пд. ш. 57°59′ сх. д. / 15.40° пд. ш. 57.98° сх. д. | 6           |
| T        | 13°29′ пд. ш. 62°48′ сх. д. / 13.49° пд. ш. 62.80° сх. д. | 6           |
| U        | 15°55′ пд. ш. 58°44′ сх. д. / 15.91° пд. ш. 58.73° сх. д. | 5           |
| V        | 15°33′ пд. ш. 55°55′ сх. д. / 15.55° пд. ш. 55.92° сх. д. | 6           |
| W        | 14°35′ пд. ш. 58°42′ сх. д. / 14.59° пд. ш. 58.70° сх. д. | 5           |
| Y        | 17°35′ пд. ш. 62°14′ сх. д. / 17.58° пд. ш. 62.24° сх. д. | 11          |
| Z        | 17°12′ пд. ш. 62°25′ сх. д. / 17.20° пд. ш. 62.41° сх. д. | 7           |